# Retrat de Charlotte du Val d'Ognes
Retrat de Charlotte du Val d'Ognes és una pintura (pintura de retrat) de 1801 de Marie-Denise Villers. És en la col·lecció del Museu Metropolità d'Art. La pintura fou adquirida primerament pel museu en 1922 i atribuïda a Jacques Louis David. Més tard, la pintura va ser atribuïda a Constance Marie Charpentier i finalment a Villers.

## Creació i història
Perquè la pintura no està signada, ha estat atribuïda incorrectament en el temps. Fou exposada per primera vegada al Saló de París en 1801, durant l'any que Jacques Louis David va boicotejar l'exposició. Un membre de la família de Val d'Ognes va creure que havia estat pintat per David.

## Exposició
El Met va comprar la pintura atribuint-la a David, per dos-cents mil dòlars en 1922. En 1951, Charles Sterling del Met va admetre que la pintura no podia haver-hi estat de David. Sterling va pensar que la pintura no era de David perquè l'artista havia boicotejat el Saló en 1801. L'equivocació va ser publicada en el Butlletí del Met de gener de 1951. La pintura podria haver-hi estat de Constance Marie Charpentier a causa d'algunes proves trobades en les entrades del saló que semblen indicar que era seua, però el nom de David no va eliminar-se del marc fins a 1977. La reatribució de Sterling a Charpentier estava basada sobre l'anàlisi de la seua pintura, Melancholy (1801).[5]
Més tard, en 1996, Margaret Oppenheimer es va adonar de que la pintura hauria de ser atribuïda a Marie Denise Villers. La reatribució de Oppenheimer es basava en el modello de Villers, Una dona jove asseguda en una finestra.
La pintura està actualment exposada al Metropolitan Museum of Art, a la Galeria 613.

## Descripció i interpretació
L'obra descriu un dibuix de dona davant d'una finestra trencada. Darrere de la dona, una parella està en l'ampit. En el diccionari concís de les dones artistes (2001), Valerie Mainz descriu la finestra trencada com un "gir de força de l'art del pintor que distingeix, en el seu efecte trompe-l'oeil, la vista de l'escena exterior que només es pot veure com en part a través del vidre". L'habitació representada en la pintura és en realitat una galeria del Louvre, tal com va descobrir l'historiador de l'art, Ann Higonnet.
La primera descripció, quan era presumptament una obra de David, s'assumia que la dona de la pintura era la seua estudiant, dibuixant-la mentre la pintava. Andre Maurois va dir que era "una fotografia perfecta, inoblidable." La resposta crítica al treball previ d'atribuir l'obra a Charpentier era sovint positiva.
Després que Sterling admetera que l'obra no podia ser de David, va anomenar-lo "retrat despietat d'una intel·ligent i acollidora dona." També va sentir que l'anatomia del retrat era incorrecta.[5] Altres crítics de cop trobaren errades al retrat, ara que ja no era considerat una obra de David i si no adscrit a Charpentier.[8] James Laver va escriure en 1964 de la pintura, "Tot i que la pintura és extremadament atractiva com a peça de període, hi ha errades que un pintor del nivell de David no hi hauria fet."
En un enfocament més modern, Germaine Greer va escriure que l'obra "no busca encant, ni pretén retratar la vitalitat sexual de la protagonista" i va considerar que era una pintura feminista a la natura. Altres crítiques feministes van començar a atribuir un aspecte femení a la pintura.
La galeria del Louvre descoberta per Higonnet el 2014 va ser utilitzada per les dones per a ensenyar i ser instruïdes a l'art.[7] Higonnet per això creu que la pintura és un retrat d'una dona per una dona.[7] La dona anomenada, Charlotte du Val d'Ognes, que volia ser artista professional, però va optar per abandonar l'art quan es va casar. Bridget Quinn descriu la pintura com un moment en què "dues dones joves que desitjaven fer art es van trobar en un breu període d'oportunitats, quan la instrucció, l'exhibició i fins i tot la fama eren possibles."